# (36111) 1999 RL126
1999 RL126 (asteroide 36111) é um asteroide da cintura principal. Possui uma excentricidade de 0.15517310 e uma inclinação de 4.27728º.
Este asteroide foi descoberto no dia 9 de setembro de 1999 por LINEAR em Socorro.